# Borsody Vilmos
Borsody Vilmos; Borsodi, született Weinberger Vilmos (Miskolc, 1857. március 25. – Budapest, Józsefváros, 1904. augusztus 26.) színész, színigazgató, súgó.

## Életútja
Borsodi Vilmos (Weinberger Salamon) és Fehér Jozefa (Weis Pepi) fiaként született. Előbb szolgabíró volt Erdélyben, azután 1874-ben a színi pályára lépett Balogh Györgynél, végül színigazgatásba fogott. Weinberger családi nevét 1883-ban változtatta Borsodira, ekkor mint sziráki lakos végrehajtóként dolgozott. 1901. június 15-én a Dalos Színház igazgatását vette át. Tevékenyen részt vett az Országos Színészegyesület létesítésében, melynek megalapításához egymaga 30 000 forintot gyűjtött. Később súgó lett és mint ilyen hunyt el, halálát gerincvelőlob okozta.
Felesége ifj. Prielle Kornélia (Huszt, 1860 – Budapest, 1923. febr. 15.) operetténekes volt, Prielle Péter és Lang Berta leánya. 1887-től férjével együtt szerepelt. Később Vaj Irmát vette nőül.

## Főbb szerepei
- Favorit (Zajc: A boissy boszorkány)
- Diana (Offenbach: Orpheus a pokolban)
- Anna (Weber: A bűvös vadász)

## Működési adatai
1874: Balogh György; 1878: Kuthy; 1879: Jakabffy Gábor; 1883–85: Jáni János; 1886–88: Saághy Zsigmond; 1890: ifj. Károlyi; 1891: Saághy Zsigmond; 1892: Veszprémi Jenő; 1893: Dobó Sándor; 1894: Veszprémi Jenő.
Igazgatóként: 1886; 1888: Zombor; 1900: Dalos Színház.